# Ninel Kourgapkina
Ninel Aleksandrovna Kourgapkina (en russe : Нинель Александровна Кургапкина, née le 13 février 1929 à Léningrad et morte le 9 mai 2009) est une danseuse classique russe, ancienne étoile du Ballet du Kirov.

## Biographie
Entrée très jeune à l'École de danse du Kirov, elle est l'une des dernières élèves d'Agrippina Vaganova. Elle rejoint le corps de ballet de la compagnie en 1947, et deviendra rapidement étoile. Jusqu'en 1981, date à laquelle elle se retire de la scène, elle approche tous les rôles-phares du répertoire classique : Odette-Odile dans Le Lac des Cygnes, Aurore dans La Belle au bois dormant, Kitri dans Don Quichotte, Myrtha dans Giselle… Elle est nommée directrice de l'Académie de ballet Vaganova en 1972, enseignant déjà depuis trois ans au sein de l'école, bien avant d'avoir cessé de danser. Elle donne par la suite de nombreuses masterclasses dans le monde entier, que ce soit à l'Opéra de Paris, au New York City Ballet ou encore à la Scala de Milan.
En 1974, elle est nommée Artiste du peuple de l'URSS. Elle est déjà une danseuse relativement âgée lorsque Rudolf Noureev est engagé dans la compagnie du Kirov, mais ils entament alors un partenariat artistiquement salué par les critiques et le public. Elle est ainsi sa première partenaire de scène (bien avant sa célèbre complicité avec Margot Fonteyn), avec laquelle il danse notamment son premier Don Quichotte (en 1959) et son premier Lac des cygnes (en 1961). Toujours proche de Noureev malgré les années de séparation dues au passage de celui-ci de l'autre côté du Rideau de Fer, elle se rend à Paris en 1992 pour l'aider dans sa reconstruction de La Bayadère pour le Ballet de l'Opéra de Paris. Elle aura entretemps été la partenaire des débuts d'un autre jeune prodige de la danse russe, Mikhaïl Barychnikov.
Plus récemment, elle a pris sous son aile quelques-unes de celles qui font à présent partie des meilleures ballerines du Théâtre Mariinsky : elle a ainsi encadré Ouliana Lopatkina, Evguenia Obraztsova, Irma Nioradze ou Janna Aïoupova.
En mars 2009, le Mariinsky a organisé une soirée de gala en son honneur, qui a marqué l'anniversaire de ses 80 ans.